# Comando Vermelho
Il  Comando Vermelho Rogério Lemgruber comunemente conosciuto come Comando Vermelho o per le sigle CV o/e CVRL è un'organizzazione criminale fondata nel 1969 nella prigione di Cândido Mendes, nell'Ilha Grande (Rio de Janeiro). È nata come connessione di prigionieri comuni e di militanti politici oppositori della dittatura militare, originariamente si chiamava “Falange Vermelha”. Durante l'intero periodo degli anni '90 l'organizzazione criminale è stata la più forte di tutta Rio de Janeiro, ma oggi i principali capi sono stati arrestati o sono morti, perdendo potere. In ogni caso, riesce ancora ad essere una delle più forti di Rio de Janeiro e del Brasile. I rivali principali sono attualmente Il Terzo Commando Puro - Terceiro Comando Puro (TCP) e gli Amici degli Amici - Amigos dos Amigos (anche se giudicati praticamente estinti)

## Storia
Il gruppo fu fondato durante la dittatura militare del '64-'85 nel 1969 nella prigione di Cândido Mendes, nell'Ilha Grande (Rio de Janeiro), in un'alleanza tra alcuni detenuti e militanti di sinistra. Il gruppo inizialmente si chiamava Falange Vermelha. All'inizio degli anni '80, però, il gruppo cambiò nome in Comando Vermelho e si ritiene che abbia abbandonato la maggior parte della sua ideologia politica di estrema sinistra.
Il Comando Vermelho ha combattuto battaglie contro Terceiro Comando Puro e contro Amigos dos Amigos ma soprattutto contro Guardiões do Estado, un’organizzazione alleata al PCC nello stato del Ceará.